# Mikoian-Gurevici

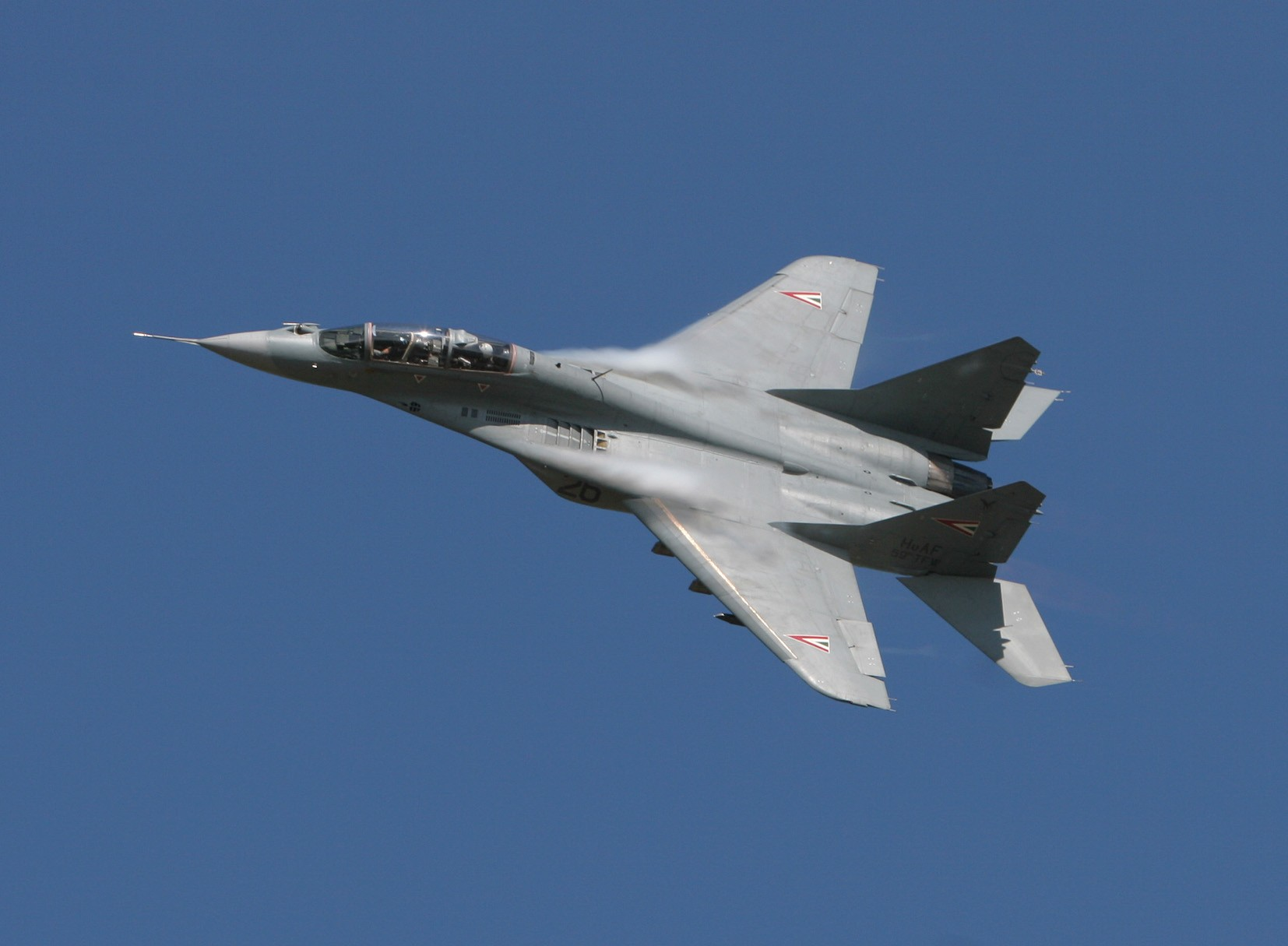
MiG 29

Sigla MiG

Firma Mikoian, cunoscută înainte ca Mikoian și Gurevici (în limba rusă Микоян и Гуревич, МиГ), este un producător rus de aeronave militare, în special de avioane de vânătoare. Anterior, a fost un birou de proiectare sovietic, care a fost fondat de Artem Mikoian și Mihail Gurevici ca "Mikoian i Gurevici". După moartea lui Mihail Gurevici, numele lui a fost scos din numele biroului. Prefixul pentru biroul Mikoian este "MiG."

## Lista aeronavelor MiG

### Producție
- MiG-1, 1940
- MiG-3, 1941
- MiG-5, 1942
- MiG-7, 1944
- MiG-9 'Fargo', 1947
- MiG-15 'Fagot', 1948, Contemporan cu F-86 Sabre și utilizat pe larg în Războiul din Coreea
- MiG-17 'Fresco', 1954
- MiG-19 'Farmer', 1955, Primul avion de vânatoare supersonic produs de MiG
- MiG-21 'Fishbed', 1960, Contemporan cu F-4 Phantom II
- MiG-23 'Flogger-A/B', 1974, Interceptor cu geometrie variabilă
- MiG-25 'Foxbat', 1966, interceptor trisonic (capabil de Mach 3)
- MiG-27 'Flogger-D/J', 1973, avion de atac la sol derivat din MiG-23.
- MiG-29 'Fulcrum', 1983, Comparabil cu Boeing F-18 Hornet/ Super Hornet.
- MiG-31 'Foxhound', 1983, Înlocuiește MiG-25.
- MiG-33 'Fulcrum', 1989, O versiune avansată de MiG-29, cunoscută și ca MiG-29M.
- MiG-35 'Fulcrum', 2005, Nume nou (export?) pentru MiG-29M2, care este МиГ-29MRCA (prefixul "МиГ" este cirilic, dar sufixul "MRCA" este latin!) precum a fost publicat în jurnalul "Aviation and Cosmonautics". Altă genealogie este: MiG-29OVT, care este MiG-29M/33 cu tracțiune vectorială.

### Experimentale
- MiG-8, 1945
- MiG I-250(N),1945(cunoscut sub numele de MiG-13)
- MiG-I270, 1946
- MiG-23 - Nume utilizat la început (prima dată): E-8 (E-8/1 și E-8/2). 1960.
- MiG-AT, 1992
- MiG-110, 1995
- MiG MFI projeckt 1.44/1.42 , "Flatpack", 1986-2000 (Nota Bene: indicativele MiG-35/MiG-37 sunt jurnalisme sau nume de relații publice pentru proiectele 1.42/1.44 MFI (multirole frontline fighter) and LFI (lightweight frontline fighter) ale biroului
- Proiectul MiG LFI

### Neterminate
- MiG-105 Spiral, 1965

### Ficțiune
MiG-urile au fost avioane de vânătoare bine cunoscute ale Uniunii Sovietice din timpul Războiului Rece și în consecință au fost create un număr de MiG-uri fictive în cultura populară vestică.
- MiG-28 Aeronavă fictivă care apare în filmul Top Gun. Aeronavele folosite în film sunt F-5 Tiger II.
- MiG-35 "Firefox" a fost subiectul a două romane (Firefox și Firefox Down) și un film (1982). Pentru a mări confuzia, numele de detecție radar al MiG-31 "Foxhound" (cel real) este "Foxfire."
- MiG-37 "Ferret-E" este un kit model plastic creat de Italeri (vândut și de Testors).

Vezi și: Lista avioanelor militare ale Uniunii Sovietice și CSI
MiG-urile sunt numerotate cu numere impare pentru avioanele de vânătoare. Deși MiG-8 și MiG-110 există, nu sunt de vânătoare. MiG-105 "Spiral" a fost proiectat ca interceptor orbital. Forțele Aeriene Americane au avut un proiect similar, X-20 Dyna-Soar care a fost suspendat.